# Chaetosphaeria rubicunda
Chaetosphaeria rubicunda är en svampart som beskrevs av Huhndorf & F.A. Fernández 2005. Chaetosphaeria rubicunda ingår i släktet Chaetosphaeria och familjen Chaetosphaeriaceae.   Inga underarter finns listade i Catalogue of Life.